# Bug - Insetto di fuoco
Bug - Insetto di fuoco (Bug) è un film del 1975 diretto dal regista Jeannot Szwarc; è una pellicola fanta-horror tratta dal romanzo La piaga Efesto (The Hephaestus Plague, 1973) di Thomas Page.

## Trama
In seguito a un terremoto, una specie di insetti mai vista in precedenza esce dalle viscere della Terra. L'entomologo James Parmiter scopre che questi insetti hanno la capacità di innescare fuochi. 
Gli insetti iniziano ad uccidere gli umani ed una delle vittime è proprio la moglie di Parmiter. La situazione peggiora quando, in seguito ad un esperimento d'ibridazione compiuto da Parmiter, gli insetti dimostrano di essere divenuti intelligenti.

## Distribuzione

### Edizione italiana
Distribuito in Italia dalla C.I.C. nel marzo 1976. Doppiaggio affidato alla SINC Cinematografica.

## Critica
(Fantafilm)